# فرانک کلوپاس
فرانک کلوپاس (یونانی: Φώτιος «Φρανκ» Κλόπας؛ زادهٔ ۱ سپتامبر ۱۹۶۶) بازیکن سابق و مربی فوتبال یونانی‌تبار اهل ایالات متحده آمریکا است.
از باشگاه‌هایی که در آن بازی کرده‌است می‌توان به باشگاه فوتبال اسپورتینگ کانزاس‌سیتی، باشگاه فوتبال شیکاگو فایر، باشگاه فوتبال آپولون اسمیرنیس، و باشگاه فوتبال آ. ا. ک آتن اشاره کرد.
وی همچنین در تیم ملی فوتبال ایالات متحده آمریکا بازی کرده‌است.